# Communauté de communes de la Haute-Bigorre
La communauté de communes de la Haute-Bigorre est une communauté de communes française, située dans le département des Hautes-Pyrénées et la région Occitanie.

## Communes adhérentes
La communauté de communes est composée des 25 communes suivantes :

| Nom                         | Code Insee | Gentilé      | Superficie (km2) | Population (dernière pop. légale) | Densité (hab./km2) |
| --------------------------- | ---------- | ------------ | ---------------- | --------------------------------- | ------------------ |
| Bagnères-de-Bigorre (siège) | 65059      | Bagnérais    | 125,86           | 7 060 (2022)                      | 56                 |
| Antist                      | 65016      | Antistois    | 2,43             | 187 (2022)                        | 77                 |
| Argelès-Bagnères            | 65024      | Argelésois   | 2,62             | 103 (2022)                        | 39                 |
| Asté                        | 65042      | Astéens      | 26,67            | 572 (2022)                        | 21                 |
| Astugue                     | 65043      | Astuguais    | 7,96             | 265 (2022)                        | 33                 |
| Banios                      | 65060      | Baniosois    | 5,26             | 65 (2022)                         | 12                 |
| Beaudéan                    | 65078      | Beaudéannais | 16,7             | 392 (2022)                        | 23                 |
| Bettes                      | 65091      |              | 3,38             | 60 (2022)                         | 18                 |
| Campan                      | 65123      |              | 95,41            | 1 264 (2022)                      | 13                 |
| Cieutat                     | 65147      |              | 18,78            | 606 (2022)                        | 32                 |
| Gerde                       | 65198      | Gerdois      | 6,93             | 1 194 (2022)                      | 172                |
| Hauban                      | 65216      |              | 2,14             | 96 (2022)                         | 45                 |
| Hiis                        | 65221      |              | 3,03             | 265 (2022)                        | 87                 |
| Hitte                       | 65222      | Hittois      | 2,91             | 137 (2022)                        | 47                 |
| Labassère                   | 65238      |              | 10,09            | 231 (2022)                        | 23                 |
| Lies                        | 65275      |              | 3,66             | 74 (2022)                         | 20                 |
| Marsas                      | 65300      |              | 2,77             | 65 (2022)                         | 23                 |
| Mérilheu                    | 65310      |              | 3,38             | 232 (2022)                        | 69                 |
| Montgaillard                | 65320      |              | 9,64             | 813 (2022)                        | 84                 |
| Neuilh                      | 65328      |              | 2,39             | 94 (2022)                         | 39                 |
| Ordizan                     | 65335      | Ordizanais   | 5,89             | 515 (2022)                        | 87                 |
| Orignac                     | 65338      |              | 9,91             | 251 (2022)                        | 25                 |
| Pouzac                      | 65370      | Pouzacais    | 7,58             | 1 108 (2022)                      | 146                |
| Trébons                     | 65451      |              | 10,19            | 757 (2022)                        | 74                 |
| Uzer                        | 65459      |              | 3,48             | 104 (2022)                        | 30                 |

## Démographie
| 2009 | 2011 | 2012   | 2015   |
| ---- | ---- | ------ | ------ |
| -    | -    | 17 057 | 16 918 |

## Liste des Présidents successifs
| Période                                  | Période   | Identité        | Étiquette     | Qualité                                                                                                  |
| ---------------------------------------- | --------- | --------------- | ------------- | --- |
|                                          | Aout 2013 | Roland Castells | AC-UDI        | Maire de Bagnères-de-Bigorre de 1989 à 2013 Conseiller général de 1988 à 2013                            |
| Aout 2013                                | en cours  | Jacques Brune   | PRG puis LREM | Maire de Beaudéan (1989-2020) Conseiller général de 2001 à 2015, Conseiller départemental de 2015 à 2021 |
| Les données manquantes sont à compléter. |           |                 |               | |

## Compétences
La communauté a mis en place un régime de taxe professionnelle unifiée. Elle s'est ensuite doté des compétences suivantes : 
- Aménagement de l'espace
- Développement économique
- Politique du logement et du cadre de vie
- Création, aménagement et entretien de la voirie
- Protection et mise en valeur de l'environnement
- Services à la personne
- Culture
- Sport

## Historique
La communauté de communes Haute-Bigorre a été créée en Décembre 1994 par le maire de l’époque de Bagnères-de-Bigorre, Roland Castells, dans l'optique de regrouper toutes les communes du canton de Bagnères-de-Bigorre et du canton de Campan. Une majorité des communes concernées (16 sur 24) sont membres fondateurs de l'intercommunalité. Mais ce n'est qu'en 2011 avec l'entrée d'Asté que la communauté regroupe toutes les communes.
En 2013, la communauté de communes fusionne avec le SIVOM du Bas Adour